# Фігурне катання на зимових Олімпійських іграх 2010 — одиночний розряд (чоловіки)
Змагання турніру з одиночного чоловічого розряду з фігурного катання на зимових Олімпійських іграх 2010 відбувалися 16 та 18 лютого.
Усі змагання пройшли у Пасифік Колізіумі. Першого дня від 16:15 до 20:45 за місцевим часом (UTC-8) чоловіки-одиночники змагалися у короткій програмі, а за день — від 16:45 до 20:45 виконуватимуть довільну програму.
У змаганнях взяли участь 30 спортсменів із 20-ти країн світу — повноцінно було представлено північно-американську, японську, пострадянську і західноєвропейську школи фігурного катання. Для виконання довільної програми, згідно з правилами, були допущені 24 найкращих одиночники за результатами, показаними у короткій.
Ванкуверський олімпійський турнір одиночників був цікавий виступами декількох яскравих фігуристів, що повернулися в сезоні 2009/2010 у великий спорт спеціально для того, щоб узяти участь у Олімпіаді — це, зокрема, олімпійский чемпіон 2006 року і срібний призер XIX Зимової Олімпіади (Солт-Лейк-Сіті, 2002) росіянин Євген Плющенко, який зрештою виборов срібну медаль турніру, та срібний медаліст ХХ Зимової Олімпіади (2006, Турин) швейцарець Стефан Ламб'єль, що фінішував на 4-му місці змагань.

## Призери
| Золото       | Срібло         | Бронза           |
| Еван Лисачек | Євген Плющенко | Дайсуке Такахасі |

## Змагання
| Місце                                               | Спортсмен             | Країна         | Коротка програма | Коротка програма | Довільна програма | Довільна програма | Всього |
| Місце                                               | Спортсмен             | Країна         | Результат        | Місце            | Результат         | Місце             | Всього |
| --------------------------------------------------- | --------------------- | -------------- | ---------------- | ---------------- | ----------------- | ----------------- | ------ |
| 1                                                   | Еван Лисачек          | США            | 90.30            | 2                | 167.37            | 1                 | 257.67 |
| 2                                                   | Євген Плющенко        | Росія          | 90.85            | 1                | 165.51            | 2                 | 256.36 |
| 3                                                   | Дайсуке Такахасі      | Японія         | 90.25            | 3                | 156.98            | 5                 | 247.23 |
| 4                                                   | Стефан Ламб'єль       | Швейцарія      | 84.63            | 5                | 162.09            | 3                 | 246.72 |
| 5                                                   | Патрік Чан            | Канада         | 81.12            | 7                | 160.30            | 4                 | 241.42 |
| 6                                                   | Джонні Вейр           | США            | 82.10            | 6                | 156.77            | 6                 | 238.87 |
| 7                                                   | Нобунарі Ода          | Японія         | 84.85            | 4                | 153.69            | 7                 | 238.54 |
| 8                                                   | Такахіко Кодзука      | Японія         | 79.59            | 8                | 151.60            | 8                 | 231.19 |
| 9                                                   | Джеремі Ебботт        | США            | 69.40            | 15               | 149.56            | 9                 | 218.96 |
| 10                                                  | Міхал Бржезина        | Чехія          | 78.80            | 9                | 137.93            | 11                | 216.73 |
| 11                                                  | Денис Тен             | Казахстан      | 76.24            | 10               | 135.01            | 14                | 211.25 |
| 12                                                  | Флоран Амодьо         | Франція        | 75.35            | 11               | 134.95            | 15                | 210.30 |
| 13                                                  | Артем Бородулін       | Росія          | 72.24            | 13               | 137.92            | 12                | 210.16 |
| 14                                                  | Хав'єр Фернандес      | Іспанія        | 68.69            | 16               | 137.99            | 10                | 206.68 |
| 15                                                  | Адріан Шультгайсс     | Швеція         | 63.13            | 22               | 137.31            | 13                | 200.44 |
| 16                                                  | Брайан Жубер          | Франція        | 68.00            | 18               | 132.22            | 16                | 200.22 |
| 17                                                  | Кевін ван дер Перрен  | Бельгія        | 72.90            | 12               | 116.94            | 18                | 189.84 |
| 18                                                  | Самуель Контесті      | Італія         | 70.60            | 14               | 116.90            | 19                | 187.50 |
| 19                                                  | Томаш Вернер          | Чехія          | 65.32            | 19               | 119.42            | 17                | 184.74 |
| 20                                                  | Паоло Баккіні         | Італія         | 64.42            | 20               | 112.79            | 22                | 177.21 |
| 21                                                  | Віктор Пфайфер        | Австрія        | 60.88            | 23               | 115.05            | 20                | 175.93 |
| 22                                                  | Штефан Ліндеманн      | Німеччина      | 68.50            | 17               | 103.48            | 23                | 171.98 |
| 23                                                  | Вон Шіпер             | Канада         | 57.22            | 24               | 113.70            | 21                | 170.92 |
| 24                                                  | Антон Ковалевський    | Україна        | 63.81            | 21               | 102.09            | 24                | 165.90 |
| Не кваліфікувалися для виконання довільної програми |                       |                |                  |                  |                   |                   |        |
| 25                                                  | Лі Сончхоль           | Північна Корея | 56.60            | 25               |                   |                   |        |
| 26                                                  | Абзал Рахімгалієв     | Казахстан      | 55.88            | 26               |                   |                   |        |
| 27                                                  | Грегор Урбас          | Словенія       | 53.02            | 27               |                   |                   |        |
| 28                                                  | Пшемислав Доманьський | Польща         | 52.14            | 28               |                   |                   |        |
| 29                                                  | Золтан Келемен        | Румунія        | 51.95            | 29               |                   |                   |        |
| 30                                                  | Арі-Пекка Нурменкарі  | Фінляндія      | 44.62            | 30               |                   |                   |        |

## Суддівська бригада
Чоловіче одиночне катання на Олімпійських іграх 2010 судитимуть представники наступних країн:
| Судді                     | 1                         | 2                         | 3                         | 4                         | 5                                                                       | 6                                                                       | 7                                                                       | 8                                                                       | 9                                                                       |
| Чоловіче одиночне катання | Чоловіче одиночне катання | Чоловіче одиночне катання | Чоловіче одиночне катання | Чоловіче одиночне катання | Чоловіче одиночне катання                                               | Чоловіче одиночне катання                                               | Чоловіче одиночне катання                                               | Чоловіче одиночне катання                                               | Чоловіче одиночне катання                                               |
| ------------------------- | ------------------------- | ------------------------- | ------------------------- | ------------------------- | ----------------------------------------------------------------------- | ----------------------------------------------------------------------- | ----------------------------------------------------------------------- | ----------------------------------------------------------------------- | ----------------------------------------------------------------------- |
| Коротка програма:         | Бельгія                   | Чехія                     | Франція                   | Італія                    | Японія                                                                  | Польща                                                                  | Словенія                                                                | Україна                                                                 | США                                                                     |
| Довільна програма:        | Канада                    | Росія                     | Словаччина                | Швеція                    | визначених у довільний спосіб з числа тих 9, що судили коротку програму | визначених у довільний спосіб з числа тих 9, що судили коротку програму | визначених у довільний спосіб з числа тих 9, що судили коротку програму | визначених у довільний спосіб з числа тих 9, що судили коротку програму | визначених у довільний спосіб з числа тих 9, що судили коротку програму |